# 美國職棒大聯盟世紀球隊
1999年，The Sporting News選出了大聯盟史上最傑出的百大球員。選出之後，大聯盟再請球迷選出大聯盟世紀球隊的球員名單。有超過200萬名粉絲參與這次投票。
除了外野手和投手以外，其他任何守備位置的選手，只要獲得票選前2名就能正式入選大聯盟明星球隊。外野手則是選9名，投手選6名。不過大聯盟又再額外添加5名在大聯盟有著特殊貢獻的名人堂選手：華倫·史潘（投手票選第10名）、克里斯提·馬修森（投手票選第14名）、雷夫提·葛洛夫（投手票選第18名）、何那斯·華格納（游擊手票選第4名）以及斯坦·穆休（外野手票選第11名）。
1999年在芬威公園舉辦的明星賽，所有獲得提名的球員都全數到場。1999年世界大賽第二場開打前，大聯盟公布了大聯盟世紀球隊的球員名單，名單內所有還在世的球員也都到了勇士主場接受此一殊榮。
至於The Sporting News選出的棒球百大球星，請參見棒球百大球星。

## 票選球員
| *  | 在1999年還是現役球員身分的選手 |
| ** | 已去世的選手                   |
| †  | 入選大聯盟名人堂的選手         |

| 入選球員            | 守備位置 | 獲得票數  |
| ------------------- | -------- | --------- |
| 諾蘭·萊恩†          | 投手     | 992,040   |
| 山迪·柯法斯†        | 投手     | 970,434   |
| 賽·揚†**            | 投手     | 867,523   |
| 羅傑·克萊門斯*      | 投手     | 601,244   |
| 鮑勃·吉布森**†      | 投手     | 582,031   |
| 華特·強森†**        | 投手     | 479,279   |
| 華倫·史潘†***       | 投手     | 337,215   |
| 克里斯提·馬修森†*** | 投手     | 249,747   |
| 雷夫提·葛洛夫†***   | 投手     | 142,169   |
| 強尼·班奇†          | 捕手     | 1,010,403 |
| 尤吉·貝拉†**        | 捕手     | 704,208   |
| 盧·賈里格†**        | 一壘手   | 1,207,992 |
| 馬克·麥奎爾*        | 一壘手   | 517,181   |
| 傑基·羅賓森†**      | 二壘手   | 788,116   |
| 羅傑·霍斯比†**      | 二壘手   | 630,761   |
| 麥克·舒密特†        | 三壘手   | 855,654   |
| 布魯克斯·羅賓森†    | 三壘手   | 761,700   |
| 小卡爾·瑞普肯†      | 游擊手   | 669,033   |
| 厄尼·班克斯†**      | 游擊手   | 598,168   |
| 何那斯·華格納†***   | 游擊手   | 526,740   |
| 貝比·魯斯†**        | 外野手   | 1,158,044 |
| 漢克·阿倫†**        | 外野手   | 1,156,782 |
| 泰德·威廉斯†**      | 外野手   | 1,125,583 |
| 威利·梅斯†          | 外野手   | 1,115,896 |
| 喬·迪馬喬†**        | 外野手   | 1,054,423 |
| 米奇·曼托†**        | 外野手   | 988,168   |
| 泰·柯布†**          | 外野手   | 777,056   |
| 小肯·葛瑞菲†*       | 外野手   | 645,389   |
| 彼得·羅斯           | 外野手   | 629,742   |
| 斯坦·穆休†***       | 外野手   | 571,279   |

## 彼得·羅斯的入選爭議
1989年，大聯盟安打王彼得·羅斯被發現以前在比賽中有賭博的行為，因此被大聯盟宣布不得再從事任何棒球相關活動，這也造成他無法入選名人堂。不過在球迷投票時還是有許多人將票投給羅斯。而在大聯盟世紀球隊球員入選典禮中，MBC體育記者Jim Gray甚至當面質問羅斯為何不承認以前曾在比賽中有賭博的行為。這段訪問也造成了相當大的爭議，Gray後來也為此事件道歉。而在2004年1月8日，羅斯在他的自傳中承認他以前在比賽中有進行賭博的行為。

## 外部連結
- All-Century Team Vote Totals （页面存档备份，存于） from ESPN.com
- All-Century Team DVD from Amazon.com
- All-Century Team Information （页面存档备份，存于） from Baseball Almanac